# Galaxiki
Galaxiki var ett Web 2.0-Internetbaserat community med fritt innehåll. Den innehöll  en fiktiv, virtuell, galax med miljontals stjäror och planetsystem utsatta på en tvådimensionell karta. Varje stjärna, planet och naturlig satellit representeras av en Wikisida. Medlemmarna kunde skapa fiktiva berättelser som utspelar sig i galaxen. Medlemmarna uppmandes att skriva berättelser utefter verklighetens naturlagar. Arter från olika planetsystem kunde åka till varandra om planetsystemen är närliggande.
Communityn lades ned under senare hälften av 2021 på grund av liten aktivitet bland medlemmarna och många hackerangrepp.

### Fotnoter
1. ↑  ”Galaxiki rules”. Galaxiki.org. Arkiverad från originalet den 3 augusti 2012. http://archive.is/2012.08.03-175108/http://www.galaxiki.org/cgi-bin/local/perl/galaxiki/support.pl?mode=rules. Läst 11 oktober 2014.
2. ↑  ”Galaxiki.org”. https://galaxiki.org/. Läst 7 februari 2023.